# خالد الرويلي (لاعب كرة قدم مواليد 2002)
خالد حسين الرويلي (مواليد 26 مايو 2002) هو لاعب كرة قدم سعودي يلعب حاليًا في نادي العلا.

## مسيرة اللاعب
لعب في نادي أحد ونادي العلا.